# Álbuns remixados mais vendidos do mundo

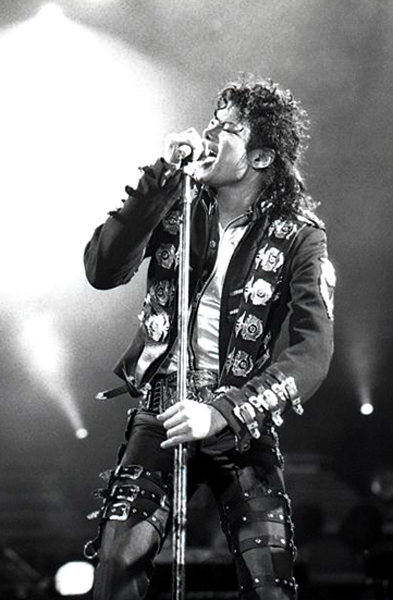
O cantor estadunidense Michael Jackson é responsável pelo álbum remixado mais vendido da história, Blood on the Dance Floor: HIStory in the Mix.

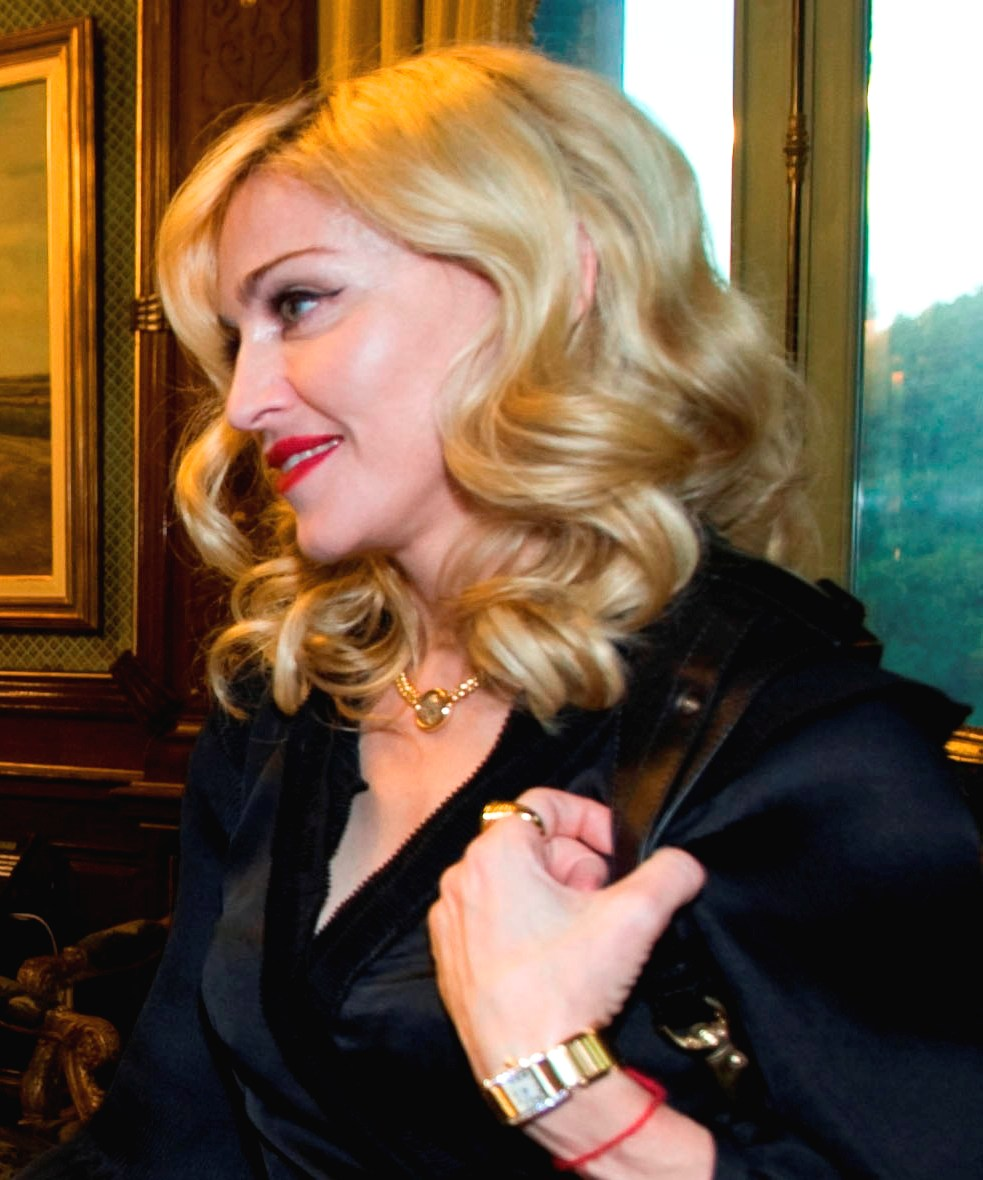
You Can Dance da cantora estadunidense Madonna, permaneceu por cerca de uma década como álbum de remixes mais vendido, mas hoje ocupa a segunda posição.

Esta página lista os álbuns remixados mais vendidos do mundo. O critério de inclusão nesta lista é o disco ter vendas superiores a 500 mil cópias.
Um álbum de remix é uma compilação, que pode conter músicas inéditas ou não. Essas músicas podem ser modificadas pelo produtor da música ou por outra pessoa. Em geral, as músicas são remixadas para uma versão dançante, isso não quer dizer que os remixes precisam ser necessariamente dançantes.
Blood on the Dance Floor: HIStory in the Mix de Michael Jackson, com cerca seis milhões de cópias vendidas, ocupa a primeira posição da lista. Em seguida, está You Can Dance, de Madonna, com cerca de cinco milhões de discos vendidos, o qual é o álbum mais antigo no formato remix que teve grande vendagem. Em contraponto, o mais recente é da cantora pop Lady Gaga, com The Remix. Há também outros álbuns como Shut Up and Dance de Paula Abdul e J to tha L-O!: The Remixes de Jennifer Lopez, que venderam três milhões cada.

## Álbuns
| Artista         | Álbum                                        | Ano de lançamento | Gênero (s)            | Vendas          | Certificações                            |
| --------------- | -------------------------------------------- | ----------------- | --------------------- | --------------- | ---------------------------------------- |
| Michael Jackson | Blood on the Dance Floor: HIStory in the Mix | 1997              | Pop/R&B/Rock          | 6 milhões       | - Platina RIAA - Platina (1997) BPI      |
| Madonna         | You Can Dance                                | 1987              | Dance-pop             | 5 milhões       | - Platina RIAA - Platina BPI - Ouro ABPD |
| Paula Abdul     | Shut Up and Dance                            | 1990              | Dance-pop             | 3 milhões       | - Platina RIAA                           |
| Jennifer Lopez  | J to tha L-O!: The Remixes                   | 2002              | Pop/Pop latino/R&B    | 3 milhões       | - Platina RIAA - Platina BPI             |
| Linkin Park     | Reanimation                                  | 2002              | Rap metal             | 2 milhões       | - Platina RIAA - Ouro ABPD               |
| Shakira         | The Remixes                                  | 1997              | Pop latino            | 0,5 milhão      | - 2× Platina (Latino) RIAA               |
| Mariah Carey    | The Remixes                                  | 2003              | Dance-pop/R&B/Hip-hop | 0,5 milhão (US) | - Ouro RIAA                              |
| Nine Inch Nails | Further Down the Spiral                      | 1995              | Isolationism          | 0,5 milhão      | - Ouro RIAA                              |
| Lady Gaga       | The Remix                                    | 2010              | Dance-pop             | 0,5 milhão      | - Platina RIAJ - Ouro ABPD               |